# Adrian Hegyvary
Adrian Hegyvary (Chicago, 5 januari 1984) is een Amerikaans voormalig weg- en baanwielrenner die zijn gehele carrière reed voor UnitedHealthcare Professional Cycling Team.
Hegyvary is van oorsprong Hongaars maar werd in 2010 genaturaliseerd tot Amerikaan.

## Baanwielrennen

### Palmares
| Jaar | AK                                       | P-AK                 | WK | Overig |
| ---- | ---------------------------------------- | -------------------- | -- | ------ |
| 2014 | Ploegenachtervolging, Ploegkoers, Omnium |                      |    |        |
| 2017 | Ploegenachtervolging                     | Ploegenachtervolging |    |        |

## Ploegen
- 2010 –  UnitedHealthcare presented by Maxxis
- 2011 –  UnitedHealthcare Pro Cycling
- 2012 –  UnitedHealthcare Pro Cycling Team
- 2013 –  UnitedHealthcare Pro Cycling Team
- 2014 –  UnitedHealthcare Professional Cycling Team
- 2015 –  UnitedHealthcare Professional Cycling Team
- 2016 –  UnitedHealthcare Professional Cycling Team
- 2017 –  UnitedHealthcare Professional Cycling Team
- 2018 –  UnitedHealthcare Professional Cycling Team

Acevedo · Alzate · Cataford · Clarke · Eaton · Haedo · Hegyvary · Henderson · Jaramillo · Jones · Keough · Mannion · McCabe · Norris · Putt · Summerhill
Acevedo · Alzate · Cataford · Clarke · Eaton · Haedo · Hegyvary · Jaramillo · Keough · Mannion · Marcotte · McCabe · Norris · Putt · Țvetcov · Velázquez